# Тачановский, Эдмунд
Тачановский Эдмунд  (пол. Edmund Taczanowski) (23 ноября 1822 — 14 сентября 1879) — польский помещик, участник восстания 1863 года, Бригадный генерал повстанческих войск. Командовал крупными отрядами на Куявии, был военным начальником Калишского и Мазовецкого воеводств. Создал стрелковый союз под названием «Братство и Единство», целью которого была подготовка к национальному восстанию в Царстве Польском.

## Биография
Происходил из семьи польского землевладельца Йозефа Тачановского и его жены Екатерины. Учился в школе Св. Марии Магдалины в Познани, затем, за два года окончил артиллерийское училище в звании лейтенанта. После нескольких лет службы в Прусской армии, в январе 1846 года Эдмунд, вышел в отставку по собственному желанию. После отставки из армии, около месяца действовал в качестве курьера подпольных польских националистических организаций в южной части Великой Польши, но был арестован, 12 февраля 1846 года, и заключен в Форт Виняры, где находился до декабря 1847 года.
Весной 1848 года, Тачановский принял участие в борьбе польских повстанцев против Пруссии. Командовал артиллерией мятежников в Плешеве, после разгрома мятежа был арестован, и заключен в тюрьму, на этот раз в крепость в Костшине. Однако вновь помилован и выпущен в марте 1849 года.
Почти сразу после этого, Тачановский переехал в Женеву, а затем в Турин и Рим. Во время революции в Папской области, сражался в рядах республиканской армии Джузеппе Гарибальди, был ранен при обороне Рима, и попал в плен к французам. После освобождения он вернулся в Польшу.

## Участие в восстании1863 года
В период, предшествующий Восстанию 1863 года участвовал в подготовке потенциальных участников вооруженной борьбы «Гильдии меткости и Братство единства».
Присоединился к восстанию лишь в конце марта 1863 года, прибыв с территории Великой Польши, находившейся под управлением Прусского Королевства. По прибытии сразу получил звание полковника и с 5 (17 апреля) 1863 года командовал крупным повстанческим соединением. Его отряд действовал в Великопольском воеводстве и 17 (29 апреля) 1863 года нанес поражение русский войскам в битве под Пыздрами. Через неделю 24 апреля (6 мая) его отряды без боя заняли городок Коло, однако уже 26 апреля (8 мая) 1863 Тачановский был наголову разбит под Игнацево, и вынужденно, с остатками отряда отступил в Лодзинское воеводство, где начал собирать новые силы. 
В конце мая 1863 года Национальное правительство присвоило Эдмунду Тачановскому звание бригадного генерала, и назначило командующим всеми повстанческими соединениями в Калишком (ныне территория разделена между Великопольским, Нижнесилезским и Лодзинским воеводствами), и Мазовецком воеводствах.
За лето вновь собрав значительные силы численностью до 1500 человек, в основном состоящие из местных крестьян и мелких шляхтичей безуспешно попытался занять Злочев 8 (20 августа) 1863 года, после чего ненадолго отступил к местечку Нецмиров, а затем к Сендзиевицам, где 14(26 августа) перебил гусарский эскадрон высланный для ликвидации его отряда.
После поражения русского эскадрона, против Тачановского были высланы значительные силы регулярных войск, которые и привели к повторному разгрому его отряда в сражении под Крушиной 16 (28) августа — 17 (29) августа 1863 года.
Вскоре после этого (сентябрь 1863) по поручению ПНП выехал сначала во Францию, а затем в Турцию для установления связей с польскими диаспорами за рубежом и привлечения добровольцев.

## После восстания
Новость о поражении восстания Тачановский встретил во Франции. Некоторое время прожил в Турции.
Вскоре он вернулся в Польшу, жил сначала в Кракове, потом получив помилование прусского короля, вернулся в Великую Польшу и поселился в своем имении в Чоруни, где жил до самой смерти.
От брак с Анжелой Барановской имел четырех сыновей (Стефан, Станислав, Иосиф, Владислав), и двух дочерей (Катарина и Анела). Его тёщей была поэтесса Агнешка Барановская.